# سس بادام‌زمینی
سس بادام‌زمینی (انگلیسی: Peanut sauce) یا سس ساتای (سس ساته) (انگلیسی: satay sauce (saté sauce)) یا بامبو کاچانگ (انگلیسی: بامبو کاچانگ) یا سامبال کاچانگ (انگلیسی: sambal kacang) یا پشل (انگلیسی: pecel) یک سس اندونزیایی است که از بادام زمینی برشته شده یا سرخ شده تهیه می‌شود که به‌طور گسترده در غذاهای اندونزیایی و بسیاری از غذاهای دیگر در سراسر جهان استفاده می‌شود.
سس بادام‌زمینی همراه با گوشت و سبزیجات استفاده می‌شود و به گوشت سیخ‌شده کبابی مانند ساتای طعم می‌بخشد، و روی سبزیجات به عنوان سس سالاد مانند گادو-گادو یا به عنوان دیپ استفاده می‌شود.